# Đêm Ai Cập
Đêm Ai Cập (tiếng Nga: Египетские ночи) là một cuốn tiểu thuyết dang dở của đại thi hào A.S.Pushkin.
Thoạt đầu A.S.Pushkin đặt tên truyện là Cleopatra. Ông viết vào mùa thu năm 1835 ở Mikhailovskoye. Tác phẩm không bao giờ được hoàn thành trọn vẹn. Có lẽ A.S.Pushkin sử dụng trích đoạn trường ca bỏ dở Yezersky (1833) và bài thơ về Cleopatra viết năm 1824 và được viết lại năm 1828 của mình đưa vào truyện làm lời ứng tác của nghệ sĩ Ý.
Hình tượng nhà thơ ứng tác có thể có được do ấn tượng sau các buổi trình diễn của người Đức tên là Marx Langheswasx đến nước Nga năm 1832. Người bạn gần gũi của A.S.Pushkin, nhà thơ Ba Lan Adam Mickiewicz cũng có tài ứng tác thơ. Ở hình tượng Tsarsky, Puskin đua vào một số nét tiểu sử của bản thân. Truyện Đêm Ai Cập lần đầu in sau khi nhà thơ đã qua đời, trên Tạp chí Người đương thời (1837, t.VIII). 